# CAC40 Index future
Le CAC 40 Index Future est un contrat à terme sur l'indice CAC 40. Il s'agit du dérivé sur indice le plus échangé sur la place boursière parisienne. Dans le monde du trading, le CAC 40 Index Future est plus connu sous l'acronyme « FCE ». Le CAC 40 est un indice, il se calcule (on ne peut pas l’échanger en tant que tel, il faut alors acheter les 40 actions qui le composent tout en suivant leur pondération), alors que le Future CAC 40 est un produit dérivé réglementé, il s’échange sur le MATIF, le marché à terme français.
Longtemps réservé aux professionnels, l'accès aux négociations du Future CAC 40 est désormais ouvert aux particuliers, à l'image des cotations des contrats à terme sur les indices nord-américains (E-mini Dow; E-mini Nasdaq) couramment traités par des day-traders en Amérique du Nord.

## Horaire de cotation
Le CAC 40 Index Future cote de 8 h à 22 h alors que l'indice CAC 40 cote de 9 h à 17 h 30 (plus 5 minutes de trading at last). Le Future est actualisé en continu tandis que l'indice CAC 40 l'est toutes les 15 secondes.

## Cours de compensation
À 18h30 CET la cession du jour est terminée et l'on passe alors à J+1. À la fin de la session du jour, un cours de compensation est défini par LCH.Clearnet. Le cours de compensation est ensuite comparé aux positions acquises par les intervenants à la clôture. En présence d'un solde positif, le client est crédité de la somme correspondant à ses gains, dans le cas contraire, il est prélevé une somme sur son compte correspondant à ses pertes.

## Mode de calcul
La maturité courante du future sur CAC 40 et l'indice CAC 40 n'ont pas exactement la même valeur.
Le CAC 40 est égal à une moyenne pondérée des valeurs des actions qui le composent (la pondération est revue régulièrement selon une procédure connue).
Voici la formule simplifiée du CAC 40 :
{\displaystyle w_{i}} = pondération de l'action {\displaystyle i} 

{\displaystyle CAC40=\sum w_{i}.P_{i}}
Le future sur CAC 40 est théoriquement égal à la valeur du CAC 40 « actualisée » de la différence entre le taux d'intérêt de la BCE et les dividendes sur le temps restant avant l’échéance du contrat. 
Voici la valeur théorique du future sur CAC 40 : 

{\displaystyle F_{CAC}} = Future CAC 40 

{\displaystyle CAC} = La valeur du CAC 40 

{\displaystyle R} = Taux sans risque ou Taux de la banque centrale 

{\displaystyle Q} = dividendes payés en continu à un taux {\displaystyle Q} 

{\displaystyle F_{CAC}=CAC.e^{(R-Q)T}}

Mais cette valeur est un niveau théorique dit « en l'absence d'opportunité d'arbitrage », car, contrairement à l'indice CAC 40 qui est calculé à l'aide d'une formule, le future sur CAC 40 est un instrument financier coté sur le marché. Son prix réel observé tient donc compte d'un grand nombre d'autres facteurs, comme l'anticipation des investisseurs quant aux résultats d'entreprises, à l'évolution des taux, aux différents risques, etc.

## Valeur du contrat
Il existe deux contrats Future CAC 40 :
- Le CAC 40 Index Future est un contrat valorisé à 10 euros par point d'indice, avec un échelon minimum de cotation de 0,5 point d'indice, soit 5 euros. C’est le contrat majoritairement échangé avec une position ouverte moyenne de 320 000 contrats en 2014.
- Le CAC 40 Index Mini Future est un contrat valorisé à 1 euro par point d'indice, avec un échelon minimum de cotation de 0,5 point d'indice, soit 0,5 euro. C’est un contrat très peu échangé avec une position ouverte moyenne de 50 contrats en 2014.

## Dépôt
Les investisseurs désirant intervenir sur ce marché doivent préalablement déposer auprès de leur courtier (intermédiaire financier ou broker) une garantie équivalente à 2 300 euros selon LCH.Clearnet, mais la plupart des courtiers demande environ 10 % de valeur du contrat CAC 40 Index Future, cette valeur est modifiée constamment en fonction du cours du sous-jacent, des conditions de volatilité du marché et du taux d’intérêt.

## Échéance
Le Future CAC 40 connait trois échéances mensuelles, quatre trimestrielles du cycle mars, juin, septembre, décembre et huit semestrielles du cycle juin/décembre. Il est délivré le troisième vendredi du mois, sauf si le troisième vendredi du mois est un jour boursier fermé (férié) auquel cas il sera délivré le premier jour boursier ouvert avant le troisième vendredi du mois.

## Livraison
S'agissant d'un contrat Future sur indice ce produit financier ne fait l'objet d'aucune livraison physique, contrairement aux contrats Futures sur métaux ou céréales; seuls les gains ou les pertes liés au contrat sont livrés et non les 40 actions du CAC 40.